# This Is My Life (låt med Anna Bergendahl)
This Is My Life är en sång som är skriven av Kristian Lagerström (text) och Bobby Ljunggren (musik) och som är inspelad och framförd av Anna Bergendahl.
Låten var ett tävlande bidrag i den svenska Melodifestivalen 2010, där den först framfördes i den fjärde deltävlingen, som hölls i Malmö Arena 27 februari 2010. Låten fick flest röster av TV-tittarna och gick därmed till final i Globen. I finalen vann låten, och blev därmed Sveriges bidrag i Eurovision Song Contest 2010 i Oslo. Låten var den första balladen att vinna sedan år 1998, och det var också Sveriges 50:e bidrag i Eurovision Song Contest. Bidraget tävlade i den andra semifinalen i Oslo den 27 maj 2010. Med fem poängs marginal slogs låten ut, och Sverige missade finalen för allra första gången. Trots den missade finalplatsen blev ändå Sverige bästa land bland de som åkt ut i semifinalerna. Av nordiska länderna har fram till och med 2014 endast Sverige (2010) fallit ut en gång av elva semifinalsår. 
Om enbart tv-tittarna hade haft makten i tävlingen hade Sverige gått vidare till finalen. En av anledningen till att Sverige åkte ut var att svenska juryn/tittarna gav Cypern 6 poäng. Eftersom det saknades 5 poäng för att Sverige skulle gå till finalen istället för Cypern som kom på 10:e och sista plats att gå till finalen, var de svenska poängen avgörande.
I mars 2010 låg "This Is My Life" etta på den svenska singellistan. Melodin testades också på Svensktoppen, där den låg i fem veckor  innan den åkte ur .
Under finalen av den svenska Melodifestivalen 2011 sjöngs den i pausnumret av Dynazty, och försågs med ett hårdrocksliknande arrangemang.

## Videon
Videon spelades in i Falköping av det lokala produktionsbolaget Rixgallerian. Bland annat spelades delar in i Ållebergsgymnasiets F-hus[källa behövs]. Trafikverket i Sverige kritiserade videon, eftersom Bergendahl går större delen av videon vid järnvägsspår.

### Listplaceringar
| Lista (2010)  | Topplacering |
| ------------- | ------------ |
| Nederländerna | 93           |
| Norge         | 6            |
| Schweiz       | 62           |
| Sverige       | 1            |
| Ungern        | 40           |

### Fotnoter
1. ↑  Sietse Bakker (28 juni 2010). ”split voting outcome surprising results”. Eurovision.tv. http://www.eurovision.tv/page/news?id=ebu_reveals_split_voting_outcome_surprising_results. Läst 04 februari 2015.
2. ↑  http://www.expressen.se/noje/melodifestivalen2010/1.2007094/cyperns-fel-att-sverige-rostade-sig-sjalv-ur-delfinalen Arkiverad 12 augusti 2011 hämtat från the Wayback Machine. läst 2015-02-04
3. ↑  Svensktoppen - 20 juni 2010
4. ↑  Svensktoppen - 27 juni 2010
5. ↑  ”Ystads Allehanda 12 mars 2011 - Saade tog hem schlagersegern”. Arkiverad från originalet den 14 december 2013. https://web.archive.org/web/20131214223657/http://www.ystadsallehanda.se/kultur-och-noje/Melodifestivalen/article1409926/Saade-tog-hem-segern.html. Läst 13 mars 2011.
6. ↑  Sveriges Television - This Is My Life med Dynazty Arkiverad 19 november 2011 hämtat från the Wayback Machine.
7. ↑  Christopher Johansson (2 april 2010). ”Anna Bergendahl spelade in video i Falköping” (på svenska). Sveriges Radio. https://sverigesradio.se/sida/artikel.aspx?programid=97&artikel=3602124. Läst 13 mars 2011.
8. ↑  ”Trafikverket kritiskt mot Anna Bergendahl” (på svenska). Svenska Dagbladet. 4 maj 2010. https://www.svd.se/trafikverket-kritiskt-mot-anna-bergendahl. Läst 13 mars 2011.
9. ↑  Jon Forsling, Martin Gustafsson (4 maj 2010). ”Trafikverket skäller ut Anna Bergendahl” (på svenska). Aftonbladet. https://www.aftonbladet.se/nojesbladet/a/7lVmxV/trafikverket-skaller-ut-anna-bergendahl. Läst 11 februari 2020.
10. ↑  Listplacering
11. ↑  Listplacering
12. ↑  Listplacering
13. ↑  Listplacering
14. ↑  Archívum – Slágerlisták – MAHASZ – Magyar Hanglemezkiadók Szövetsége